# Schloss Leinstetten

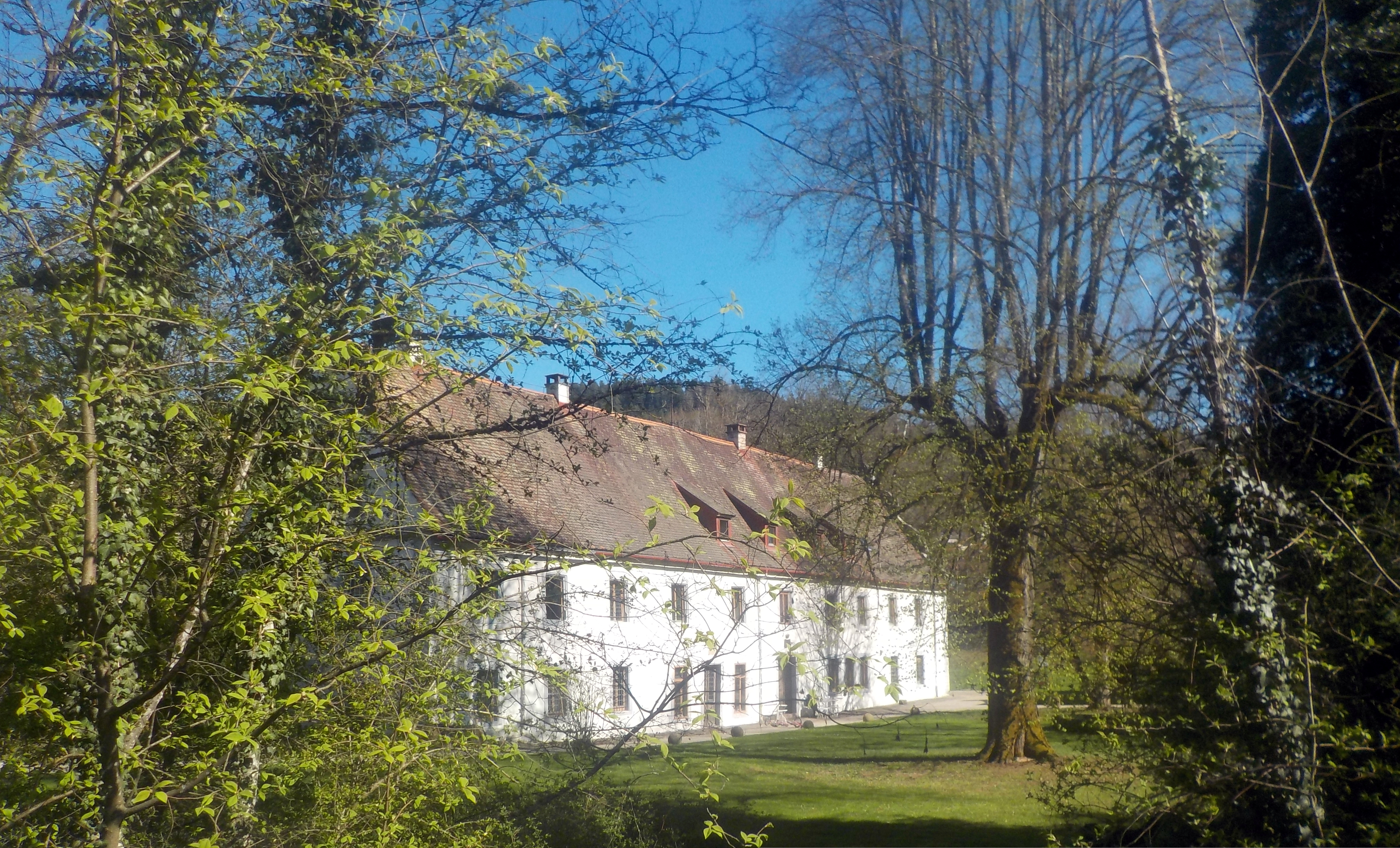
Schloss Leinstetten

Das Schloss Leinstetten liegt im Ortsteil Leinstetten der Stadt Dornhan im Landkreis Rottweil am Glattzufluss Heimbach und ist Privatbesitz der Freiherrn von Podewils. Die Eigentümer Edwin und Bogislav von Podewils nutzen das Schloss heute für private Zwecke.

## Baugeschichte

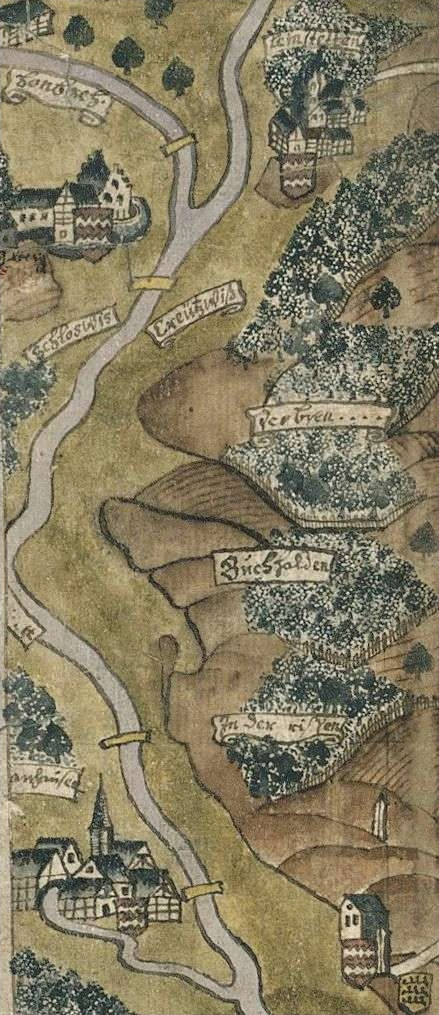
Landesarchiv Ba-Wü StAS KI Karten und Pläne / 1573 – ca. 2000 / Ritterschaftliche freie Pürsch in Schwaben am Neckar und Schwarzwald 1705 Leinstetten mit Schloss und Burg Leinstetten

Die ortsgeschichtliche Literatur geht davon aus, dass das Haupthaus ein Bau der Renaissance ist und unter Hans Marx III. von Bubenhofen (1571–1617) 1609/10 entweder neu gebaut oder renoviert wurde. Der Giebel des Hauptgebäudes trägt die Jahreszahl 1609/10. Ein Stein des älteren Baus zeigt sogar die Jahreszahl 1591 mit den Namen des Hans Marx von Bubenhofen und der Katharina von Freyberg. Im überarbeiteten Handbuch der historischen Stätten Baden-Württembergs wird auch 1980 noch die Auffassung vertreten, Schloss Leinstetten sei im 18. Jahrhundert im Rokokostil erbaut worden. Die stilistische Einordnung folgt damit der des Inventars des Schwarzwaldkreises aus dem Jahr 1897 und der Oberamtsbeschreibung von Sulz aus dem Jahr 1863, die Philipp Jakob von Frank (1746–1798) als Erbauer des ritterschaftlichen Schlosses nennt.

## Baubeschreibung
Die ortsgeschichtliche Literatur stützt sich in ihrer Zuordnung der Baustile einzelner Gebäudeteile auf Erkenntnisse im Zusammenhang mit der Renovierung des Schlossgebäudes in den Jahren 1974 bis 1980 unter sachkundiger Anleitung des Denkmalamtes. Es ordnet den Hauptbau der Renaissance, das Gärtnerhaus dem Barock und den Pferdestall dem Historismus zu.
Nach Willig besteht die Schlossanlage aus zwei Gebäuden, dem älteren Renaissancebau, einem zweistöckigen Steinhaus mit Schweifgiebeln und den Wappen Bubenhofen-Freyberg und Podewils über dem Eingang und dem stadtpalaisartigen zweistöckigen Herrenhaus unter Walmdach. Es erhielt nachträglich einen Balkon mit Blick auf den ursprünglich französischen Garten.
Fest steht, dass bereits um 1824 das langgestreckte zweistöckige Neue Schloss mit geschweiftem Ziergiebel bestand. Es hatte fünf heizbare und 23 nicht heizbare Zimmer sowie zwei geräumige Fruchtböden. Auch das Gärtnerhaus aus dem 18. Jahrhundert mit zwei Zimmern und drei Kammern nebst einem Gewächszimmer ist noch vorhanden. Erhalten haben sich große Teile einer aufwendigen Balustrade aus rotem Sandstein, die das Schlossareal umgeben, mit einer Einfahrt, die von stattlichen kannelierten und von Vasen bekrönten Rundsäulen flankiert wird. Sie wurden wie das Gartenhaus von Philipp Jakob von Frank errichtet. Ursprünglich war der Bau von einer französischen Park- und Gartenanlage umgeben.
Friedrich August Köhler beschreibt die Schlossanlage in ihrem Bestand zu Beginn des 19. Jahrhunderts ausführlich.

## Besitzgeschichte

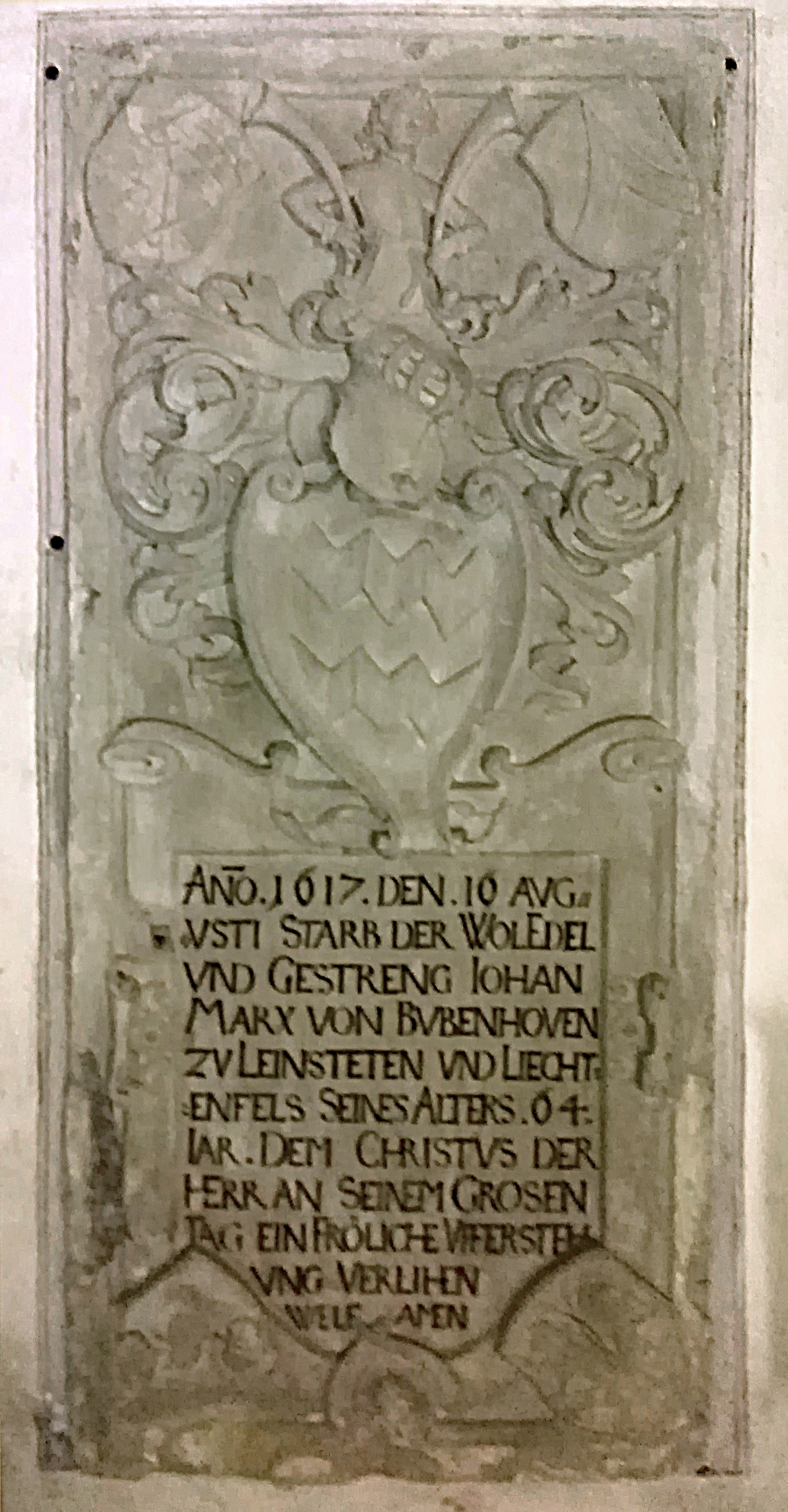
Leinstetten – Pfarrkirche St. Stephan – Epitaph des Hans Marx von Bubenhofen zu Leinstetten und Lichtenfels († 1617)

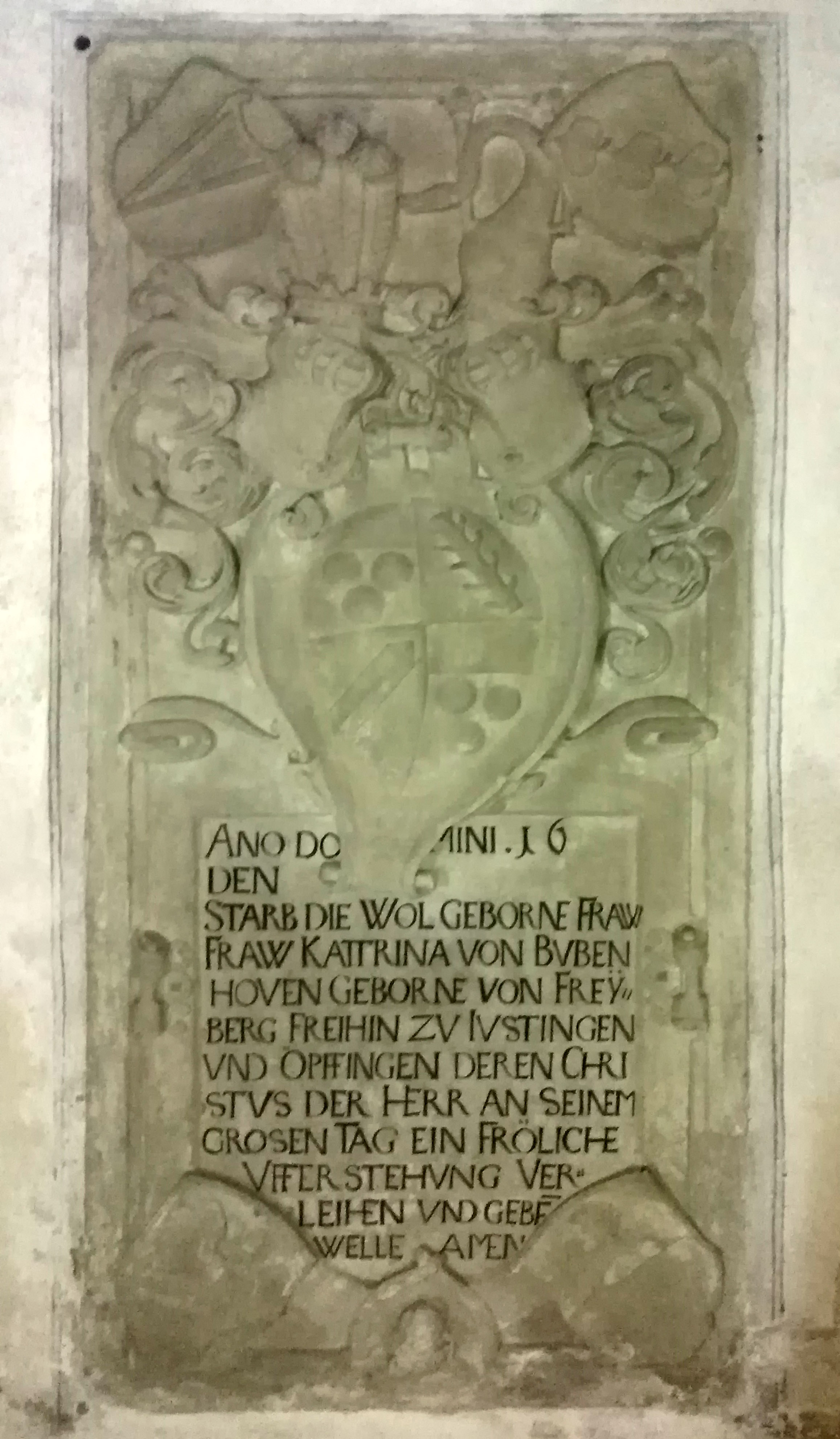
Leinstetten – Pfarrkirche St. Stephan – Epitaph der Katharina von Bubenhofen geb. Freyberg, Freiin zu Justingen und Öpfingen ⚭ Hans Marx III. († 1617)

Erster Schlossbesitzer soll Hans Marx III. von Bubenhofen (1571–1617) gewesen sein. Seine Gattin war Katharina geb. von Freyberg, Freiin zu Justingen und Öpfingen. 1784 erwarb Philipp Jakob von Frank, ein reicher Straßburger Kaufmann, der 1780 in den Adelsstand erhoben worden war, das Schloss. Der Oberamtsbeschreibung von 1863 zufolge ließ er das neue Schloss erbauen. In der Chronik des Pfarrers Koch (1841) wird lediglich vermerkt, Herr von Frank habe vieles an den Schlossgebäuden und Gütern verbessern lassen. Mit dem Rittergut ließ er sich 1789 in die schwäbische Reichsritterschaft aufnehmen. Er starb im selben Jahr und seine Witwe verkaufte im Jahr darauf Leinstetten mit dem Burgstall Lichtenfels an den Grafen Ludwig Friedrich Eberhard von Sponeck. Der verlegte seinen Wohnsitz in das Schloss in Leinstetten. Er gewährte dem Dorf 1792 das Marktrecht und ließ Jahrmärkte als Vieh- und Krämermärkte abhalten. Der Versuch, den Juden Dessauer von Mühringen in sein Schloss aufzunehmen, scheiterte, bis 1795 ein kaiserliches Mandat die Aufnahme schützte. Spätere Besitzer waren der hohenzollerisch-sigmaringische Oberamtmann Mattes in Glatt und der Freiherr von Batz. Mattes verkaufte nach und nach die Gebäude, Rechte und Grundstücke an die Gemeinde und Private, bis nur noch das Schloss und die darum befindlichen Wiesen und Gärten übrig blieben. Mehrere Bauten, unter anderem das sogenannte Alte Schloss, wurden nach 1838 durch den Oberst Freiherrn von Batz abgebrochen. Er soll, nachdem Pläne scheiterten, im Schloss eine Zichorienfabrik einzurichten, das Archiv vor entsprechenden Käufern und das Schlossgebäude vor weiterem Verfall bewahrt haben.
Seit 1847, andere Quellen sprechen von 1849,  ist das Schloss im Privatbesitz des Freiherrn von Podewils. Dieser war Kammerherr des Königs von Württemberg in Stuttgart und nutzte das Leinstetter Anwesen lediglich als Sommersitz. Edwin von Podewils und seine Familie stammten aus Pommern. Er hatte in Mecklenburg erheblichen Gutsbesitz geerbt, verkaufte diesen jedoch, da er seinen Sitz im Stuttgarter Oberhaus hatte. Er wurde 1854 in den Freiherrenstand erhoben. Sein Sohn Albrecht von Podewils erbte 1885 das Schloss und zog ganz nach Leinstetten, nachdem er seinen Beruf als preußischer Offizier aufgegeben hatte und sich stattdessen ganz seiner Jagdleidenschaft hingab. Nach seinem Tod ging der Besitz 1942 an dessen Sohn Wilhelm von Podewils über. 1970 starb er und das Schloss gehört seitdem seinen heutigen Besitzern Edwin und Bogislav von Podewils.
Die Familie renovierte neben dem Schlossgebäude innen und außen, auch die Burgruine Lichtenfels.